# Кальдезия белозоролистная
Кальде́зия белозороли́стная (лат. Caldesia parnassifolia) — вид травянистых растений рода Кальдезия (Caldesia) семейства Частуховые (Alismataceae). Единственный представитель рода во флоре Европы (два других распространены в субтропических и тропических широтах Азии, Африки и Австралии).
Под данным таксономическим названием впервые была описана итальянским ботаником Филиппо Парлаторе в работе Flora Italiana в 1860 году.

## Ботаническое описание
|                                                    |
|                                                    |
|                                                    |
| Листья, цветок и турионы Кальдезии белозоролистной |

Реликт третичного периода. Многолетнее травянистое растение. Стебли прямые, высотой 30 - 125 см. Различают две формы: одну водную с плавающими на поверхности пластинками листьев, другую более мелкую наземную. Листья длинночерешковые, собранные в прикорневую розетку, окрашены в светло-зелёный цвет. Листовая пластинка молодого побега длинная и узкая, как у тростника, при произрастании на водоёме погружена в воду. С возрастом она всплывает на поверхность и приобретает яйцевидную либо эллиптическую форму, с сердцевидным основанием и тупой верхушкой, длиной до 12 см и шириной до 6 см. В верхней части пластинки зрелого листа хорошо просматриваются от 5 до 11 параллельных жилок.
Соцветие метельчатое либо мутовчато-кистевидное, представляет собой разветвлённый цветонос высотой до 60 см. Цветки мелкие, окрашены в чисто-белый либо серовато-белый цвет, расположены по 1, реже по 2 или 3 на стебельках цветоноса (число стебельков обычно варьирует от 3 до 6). Околоцветник состоит из 3 чашелистиков и 3 лепестков. Чашелистики округлые, зелёные. Лепестки широкояйцевидные. Тычинок 6. Цветёт с июля по август. Опыляется насекомыми, главным образом мухами и пчелами.
Плоды мелкие, обратнояйцевидной формы, с 3 — 5 продольными ребрами и твердой внутренней оболочкой; зрелые плоды формируются редко. В основном размножается с помощью вегетативных почек (турионов), образующихся в соцветиях вместо цветков, которые прорастают после того, как соцветия ложатся на влажную почву. Гидрохор (переносит диаспоры по воде).
Диплоидный набор хромосом 2n = 22.

## Распространение и экология
Растение широко распространено в субтропических широтах: Восточной Африке, на Мадагаскаре, в южном Китае и северной Австралии. Европа и азиатская часть России, где ареал разорван на множество небольших участков, находятся на северной периферии ареала. В Европейском Союзе растение встречается в юго-восточной и средней Франции, северной и средней Италии, южной Германии, Австрии, на Балканах (в Словении, Хорватии, западной Болгарии, Румынии), в Польше и Литве.
На территории России известны лишь единичные находки. В Европейской части растение ранее регистрировали в Белгородской и Воронежской областях, но после 1947 года новых сообщений о местонахождении не поступало. В Сибири единичные посадки были обнаружены в Алтайском крае, Амурской области, в южный районах Хабаровского и Приморского краёв. Вид также ранее был отмечен на юге Беларуси и севере Украины.
Теплолюбивое растение. Обитает на заболоченных участках водоёмов с невысоким содержанием питательных веществ, верховых болотах, по водоразделам и надпойменным террасам рек. Как правило, выбирает участки с глубиной не более 35 см на известняковых субстратах, в том числе торфяных и песчаных.

## Охранный статус
Общемировой тренд численности неизвестен, в Европе численность падает. Тем не менее Международной Красной книге растение имеет статус вида, находящегося под наименьшей угрозой исчезновения (категория LC). В России, где вид встречается крайне редко, он находится под охраной национальной (первая категория: вид, находящийся под угрозой исчезновения) и региональных Красных книг. В качестве лимитирующих факторов называются осушение болот, загрязнение водоёмов и слабое семенное размножение. Растение включено в Приложение I Бернской конвенции. Вне России охраняется в Польше, Германии, Венгрии, а также на Украине.

## Синонимы
Согласно проекту The Plant List (версия 1.1, 2013), в синонимику вида входят следующие названия:
- Alisma calyophyllum Wall.
- Alisma damasonium Willd.
- Alisma dubium Wall.
- Alisma parnassifolium L. basionym
- Alisma parnassifolium var. baumgartenianum
- Alisma parnassifolium var. majus Micheli
- Alisma parnassifolium var. mayus Micheli
- Alisma reniforme D.Don
- Caldesia parnassifolia var. dubia Asch. & Graebn.
- Caldesia parnassifolia var. major (Micheli) Buchen
- Caldesia parnassifolia var. nilotica Bouché
- Caldesia parnassifolia var. terrestris Asch. & Graebn.
- Caldesia reniformis (D.Don) Makino
- Caldesia reniformis f. natans H.Hara
- Echinodorus parnassifolius (L.) Engelm.